# Festival Internacional de Cine Rio LGBTQIA+
Festival Internacional de Cinema Rio LGBTQIA+ es un festival anual de cine que se celebra en la ciudad de Río de Janeiro, Brasil, dedicado a la proyección de una amplia gama de películas contemporáneas de temática LGBTQIA+. Se inició en 2011 y se realiza durante el mes de julio de cada año.
El Festival busca apoyar a artistas y cineastas, proporcionando un medio para que los directores creativos trabajen juntos y se expresen colectivamente.

## Ediciones del festival
El festival inició en 2011 bajo el nombre de Rio Festival Gay de Cinema. En 2016 tomó el nombre de Rio Festival Gênero & Sexualidade no Cinema. En 2021 adoptó el nombre vigente, Rio LGBTQIA+ Festival Internacional de Cinema.

### Edición 2011
Esta primera edición tuvo lugar del 1 al 10 de julio de 2011. Los materiales exhibidos se proyectaron en el cine Odeon Petrobras y en el Cine Cultural Justiça Federal.
Distintos filmes fueron premiados:
- House of boys (Luxemburgo, 2009. Ficción. Duración: 113 min. Dirección de Jean-Claude Schlim) recibió el premio del público al mejor largometraje.
- Mais ou menos (Brasil, 2010. Ficción. Duración: 14 min. Dirección de Alexander Antunes Siqueira) recibió el premio del jurado al mejor cortometraje de ficción brasilero.
- Bedfellows (Estados Unidos, 2010. Ficción. Duración: 15min 15seg. Dirección: Pierre Stefanos) recibió el premio del jurado al mejor cortometraje de ficción extranjero.
- Eu não quero voltar sozinho (Brasil, 2010. Ficción. Duración: 17min. Dirección: Daniel Ribeiro) recibió el premio del público al mejor cortometraje de ficción brasilero.
- You move me (Estados Unidos, 2010. Ficción. Duración: 12min. Dirección: Gina Hirsch) recibió el premio del público al mejor cortometraje de ficción extranjero.
- Put this on the {MAP} (Estados Unidos, 2010. Documental. Duración: 34min. Dirección: Megan Kennedy y Sid Jordan Peterson) recibió el premio del jurado y del público al mejor cortometraje documental.

### Edición 2014
En esta cuarta edición se amplió la lista de salas de proyección, ocupando seis espacios en la ciudad de Río de Janeiro. También contó con talleres gratuitos y el seminario “Sexualidad, género y performance”.

### Edición 2015
La edición 2015 del festival duró diez días e incluyó debates, presentaciones de directores, paneles de discusión, sesiones de preguntas y respuestas con los equipos de producción y proyecciones en diversos lugares de la ciudad. Contó con 124 películas: 27 largometrajes y 97 cortometrajes.
La sección "Panorama Internacional" incluyó 18 piezas inéditas, mientras que la sección "Panorama Nacional", centrada en Brasil, contó con nueve novedades, las cuales fueron, en su mayoría, películas documentales. El director y curador del festival, Alexander Mello, explicó que "La prevalencia del documental tiene que ver con la necesidad de contar historias de lo que sucede en Brasil en materia de sexualidad... Es el cine utilizado como herramienta para combatir los prejuicios, como una forma de hablar con personas influyentes de la comunidad".
La ceremonia de premios incluyó formas en las que el público podía participar votando por sus películas favoritas. Las charlas contaron con personas invitadas entre las que se encontraban directores y figuras renombradas de la industria cinematográfica.

### Edición 2021
Debido a la pandemia de COVID-19, esta edición se realizó de manera completamente virtual.

### Edición 2023
En esta edición la temática predominante fue la discriminación por edad. Alex Mello explicó que, por mucho tiempo, existió el estereotipo de que ser lgbt estaba ligado a la juventud.